# Heiltz-l'Évêque
Heiltz-l'Évêque är en kommun i departementet Marne i regionen Grand Est (tidigare regionen Champagne-Ardenne) i nordöstra Frankrike. Kommunen ligger i kantonen Heiltz-le-Maurupt som tillhör arrondissementet Vitry-le-François. År 2022 hade Heiltz-l'Évêque 278 invånare.

## Befolkningsutveckling
Antalet invånare i kommunen Heiltz-l'Évêque
| Referens: INSEE |